# Chhath
Chhath es un antiguo festival védico hindú. Se celebra en ciertos estados del norte de la India, a saber, el este de Uttar Pradesh, Jharkhand y Bihar. También es popular en Nepal. Chhath Puja es un festival de cuatro días de celebración donde los devotos adoran al Dios Sol - Surya. Chhath Puja también se conoce como Surya Shashti, Chhath, Chhathi, Chhath Parv, Dala Puja y Dala Chhath.

## Historia y significado
Chhath Puja es originario del subcontinente indio y tiene evidencia de existencia en los antiguos Vedas. La importancia de este festival en la cultura india también se basa en Lord Ram y Mata Sita, quienes ofrecieron oraciones al Sol después de regresar de sus 14 años de exilio al Reino de Ayodhya. Chhath se menciona tanto en el Ramayana como en el Mahabharata, dos de las epopeyas hindúes más importantes. En Ramayana, la diosa Sita realizó la puja el día en que se estableció Ram-Rajya (el reino del Señor Ram), y en el Mahabharata, fue realizada por Pandava-madre Kunti después de que escaparon de Lakshagrih, el palacio hecho de laca, que fue quemado hasta los cimientos.
La palabra Chhath significa sexto en hindi. En Ramayana, el regreso de Ram y Sita a Ayodhya se celebra como Diwali, y seis días después se estableció Ram Rajya. En este día, Ram y Sita ayunaron y realizaron Surya y Sashti puja, por lo que Sita fue bendecida con sus hijos Luv y Kush. La principal Chhath Puja se celebra seis días después de Diwali.

## Rituales de Chhath Puja

### Día 1: Nahaye Khaye
El primer día de Chhath Puja se conoce como Nahaye Khaye. Se toma un baño en la mañana del primer día, seguido de ropa nueva y oración. A continuación, los devotos consumen arroz y gram dal (un tipo de lentejas) como ofrenda.

### Día 2: Chhath Kharna
El segundo día se llama Chhath Kharna. En este día se come por la noche el kheer prasad, un pudín hecho de azúcar moreno. El pudín se hace en una estufa de barro. Después de realizar una ofrenda al Dios Sol (arghya), las mujeres consumen prasad y ayunan durante 36 horas.

### Día 3: Sandhya Arghya
El tercer día se conoce como Sandhya Arghya. En este día, las mujeres visten ropa nueva y van al río o estanque para ofrecer arghya al sol poniente. El ayuno continúa durante toda la noche del tercer día.

### Día 4: Usha Arghya
El cuarto y final día de Chhath se conoce como Usha Arghya. En este día las mujeres que ayunan ofrecen arghya al sol mientras están paradas en el agua. Luego, las mujeres rompen su ayuno de 36 horas con prasad.